# السائلة (صنعاء القديمة)

تعديل مصدري - تعديل

حارة السائلة هي إحدى حارات مدينة صنعاء القديمة، بلغ تعداد سكانها 305 نسمة حسب تعداد اليمن لعام 2004.